# Cernusco Lombardone
Cernusco Lombardone är en ort och kommun i provinsen Lecco i regionen Lombardiet i Italien. Kommunen hade 3 869 invånare (2018).